# دينيس ديفلين
 دينيس ديفلين
عاش في (15 أبريل 1908 _ 21 أغسطس 1959)، إلى جانب صامويل بيكت وبريان كوفي، أحد جيل الشعراء الايرلنديين الحداثيين الذين ظهروا في نهاية العشرينيات، كان ايضاً دبلوماسياً محترفاً.

## بدايات حياته ودراساتهٍ
ولد في غرينوك، اسكتلندا، لإِبوين ايرلنديين، وعادت اسرته للعيش في دبلن عام 1918.
درس في كلية بلفيدير، وابتداءاً من عام 1926، بصفته مدرسًا في كلية اللاهوت الروم الكاثوليك كهنوت في كلية كلونليف، كجزء من دراساته حضر دورة للحصول على درجة علمية في اللغات الحديثة في كلية دبلن الجامعية UCD حيث قابل وصادق بريان كوفي قاموا معا بنشر مجموعة مشتركة من القصائد، في عام 1930.
في عام 1927 تخلى ديفين عن الكهنوت وغادر كلونيف. تخرج من كلية دبلن الجامعية وحصل على درجه البكالوريوس في 1930 وقضى ذلك الصيف في جزر بلاسكيت لتحسين لغتهُ الايرلندية. بين عام 1930 و1933 درس الادب في جامعه ميونيخ والسوربون في باريس.
والتقى بالكثير من الاشخاص من بينهم بيكت، وتوماس ماكجريفي ثم عاد إلى كلية دبلن الجامعية لاكمال اطروحة الماجستير في مونتين
واصلت ابنة اخته لتصبح كاتبة دينيس وودز

## العمل الدبلوماسي والكتابات اللاحقة
التحق بالخدمة الدبلوماسية الأيرلندية عام 1935 وأمضى عدة سنوات في روما ونيويورك وواشنطن. خلال هذا الوقت التقى بالشاعر الفرنسي سانت جون بيرس، والأمريكيين ألين تيت وروبرت بن وارن. وواصل نشر ترجمة للمنفى وقصائد أخرى للقديس جون بيرس، وقام تيت ووارن بتحرير قصائده المختارة بعد وفاته. نُشر منذ وفاته قصيدتان مجمعتان؛ تم تحرير الأولى في عام 1964 من قبل كوفي والثانية في عام 1989 من قبل جي سي سي.
تُحفظ أوراقه الشخصية في أرشيف كلية دبلن الجامعية.

## روابط خارجية
- Poetry by Denis Devlin, at Wake Forest University Press